# 第35功洋丸事件
第35功洋丸事件（だい35こうようまるじけん）は、日本漁船第35功洋丸の船主および船長が、ソ連国境警備隊の指示により、日本の国内情報をソビエト連邦に提供していたレポ船事件である。1982年（昭和57年）12月29日、北海道警察検挙。

## 概要
第35功洋丸の船主は、日本の北方海域において漁業を営んでいたが、1962年（昭和37年）以降、ソ連国境警備隊と連絡をとり、ソ連の主張する領海内で安全に操業する代償として、自衛隊の配備状況等の情報を差し出していた
北海道警察釧路方面本部は、1982年12月29日、第35功洋丸の船長を、翌1983年（昭和58年）4月1日、船主をそれぞれ逮捕した。釧路地方裁判所根室支部は、1983年4月13日、船主に対し、検疫法違反の罪で罰金1万円の判決を下した。また、船長に対しては、1983年3月17日、北海道海面漁業調整規則違反で懲役1年、執行猶予4年の判決を下した。